# 3. ceremonia wręczenia Złotych Globów
3. ceremonia wręczenia Złotych Globów odbyła się 30 marca 1946 w Hollywood Knickerbocker Club w Los Angeles.

## Laureaci
- Najlepszy film: Stracony weekend
- Najlepszy aktor: Ray Milland – Stracony weekend
- Najlepszy aktorka: Ingrid Bergman – Dzwony Najświętszej Marii Panny
- Najlepszy aktor drugoplanowy: J. Carrol Naish – A Medal for Benny(inne języki)
- Najlepsza aktorka drugoplanowa: Angela Lansbury – Portret Doriana Graya
- Najlepsza reżyseria: Billy Wilder – Stracony weekend
- Najlepszy film promujący międzynarodową życzliwość: The House I Live In, reż. Mervyn LeRoy